# نقره‌کار

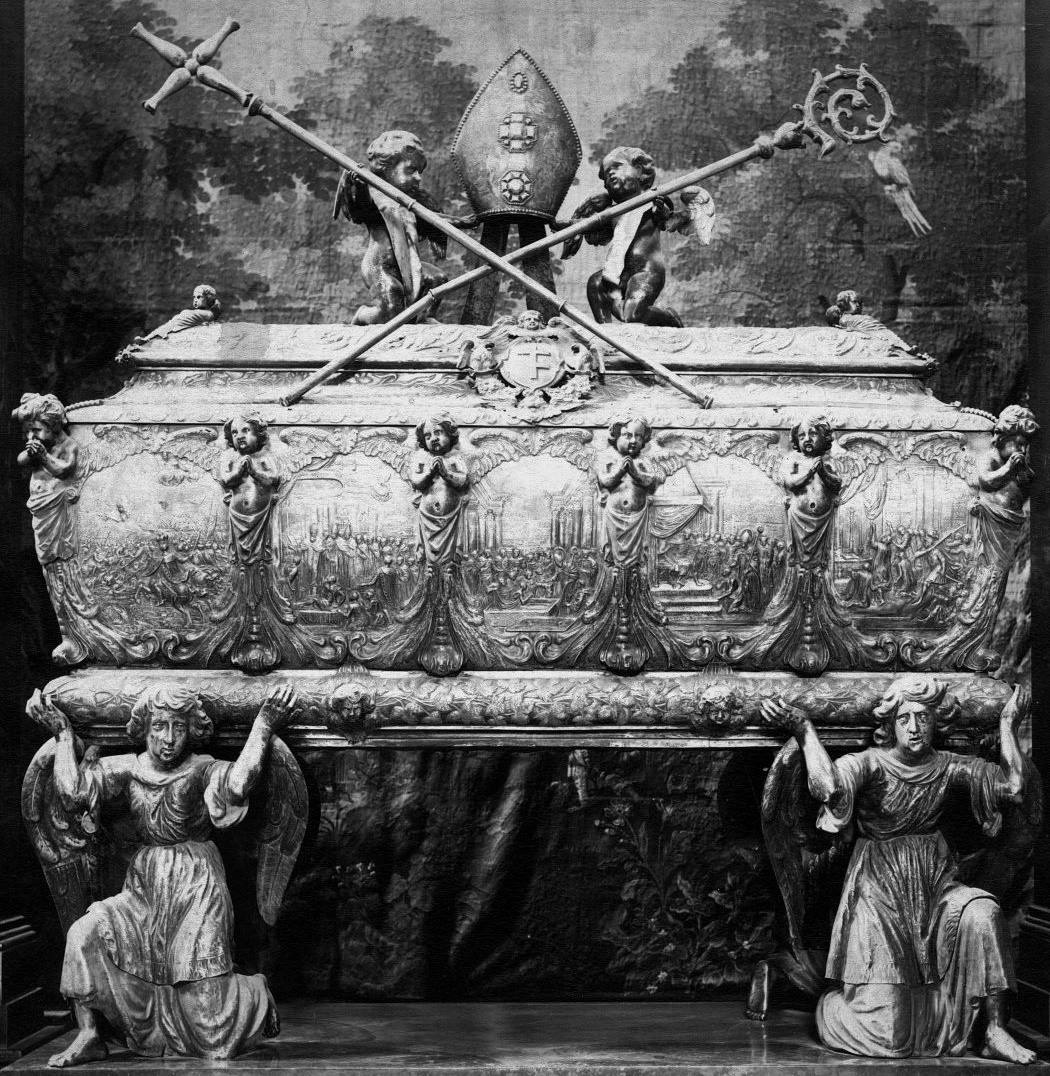
تابوت نقره‌ای برجسته سنت استانیسلاوس در کلیسای جامع واول، ایجادشده در مراکز اصلی نقره‌سازی سدهٔ هفدهم اروپا - آگسبورگ و گدانسک

یک نقره‌کار (به انگلیسی: Silversmith) فلزکاری است که اشیایی را از نقره می‌سازد. واژه‌های نقره‌ساز و زرگر مترادف دقیقی نیستند، زیرا تکنیک‌ها، آموزش، تاریخ، و اصناف تا حد زیادی یکسان هستند (یا حداقل بودند) اما از این جهت که محصول نهایی ممکن است بسیار متفاوت باشد (همان‌گونه که مقیاس اشیاء ایجادشده ممکن است متفاوت باشد).

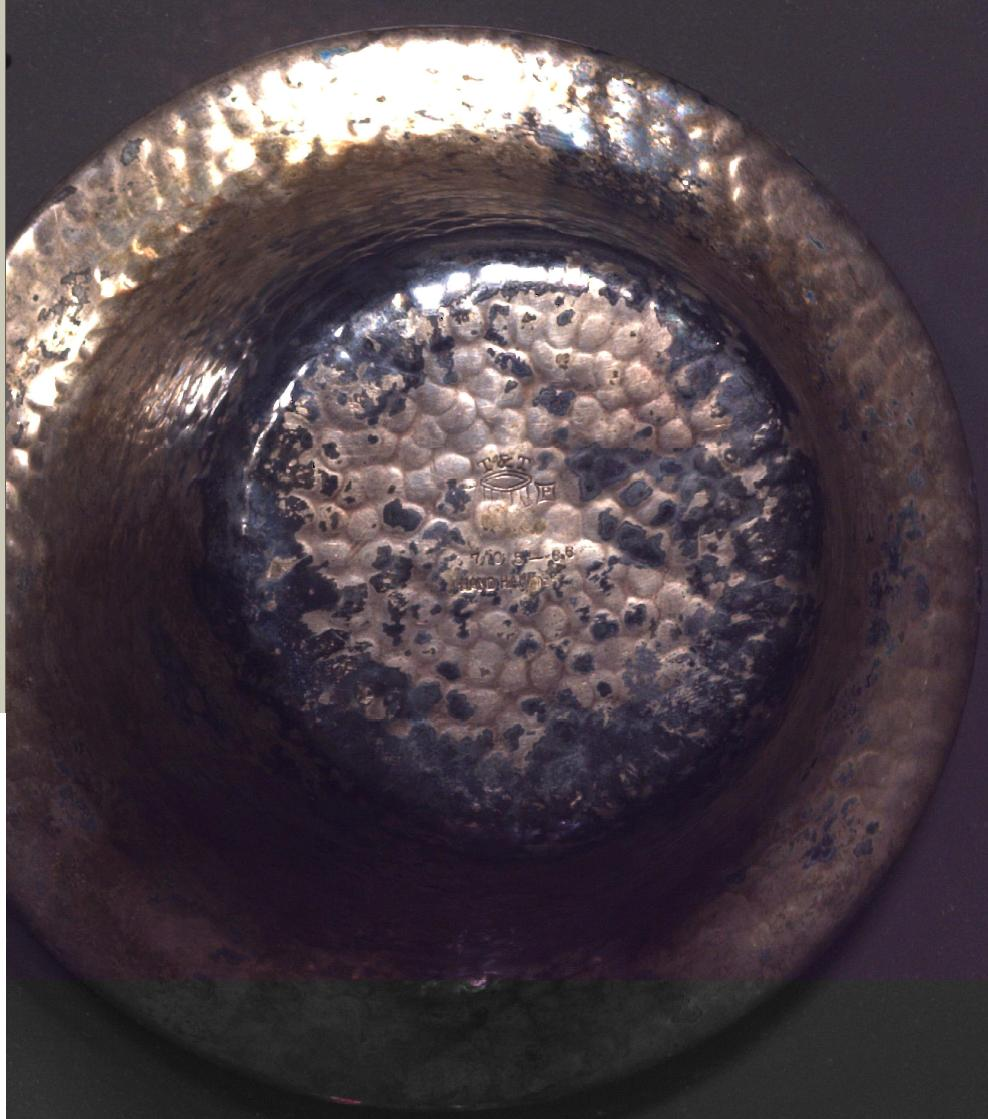
ظرفی که با چکش دستی درست می‌شود

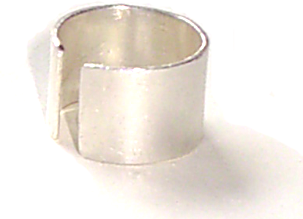
نوار ساخته‌شده از نقره